# Tenanguillo
Tenanguillo är en ort i Mexiko.   Den ligger i kommunen Tabasco och delstaten Zacatecas, i den centrala delen av landet, 500 km nordväst om huvudstaden Mexico City. Tenanguillo ligger 1 521 meter över havet och antalet invånare är 448.
Terrängen runt Tenanguillo är kuperad åt nordost, men åt sydväst är den platt. Runt Tenanguillo är det ganska tätbefolkat, med 54 invånare per kvadratkilometer. Närmaste större samhälle är Tabasco, 6,1 km söder om Tenanguillo. I omgivningarna runt Tenanguillo växer huvudsakligen savannskog.